# International Project Management Association
Die International Project Management Association (kurz IPMA) ist ein von Europa ausgehender weltumspannender Projektmanagementverband und seit 1995 Zertifizierungsstelle für die hauseigenen Projektmanagement-Standards.

## Geschichte
Die IPMA wurde 1965 als Diskussionsrunde internationaler Projektmanager durch Roland Gutsch gegründet und trug bis 1994 den Namen INTERNET. Der erste internationale Kongress fand 1967 in Wien statt. 1979 formal etabliert wählte sie die Schweiz als Sitz für das Sekretariat und die Gesellschaft, internationale Expertenseminare wurden am Gottlieb Duttweiler Institut in Rüschlikon durchgeführt. Rechtssitz der Gesellschaft ist Zürich in der Schweiz
und das IPMA Central Secretariat befindet sich in den Niederlanden (2002–2014: Nijkerk, seit 2014: Amsterdam).
Unter dem Dach der IPMA sind 70 nationale Projektmanagementvereinigungen mit weltweit mehr als 40.000 Mitgliedern zusammengeschlossen. Die nationalen Vereinigungen professionalisieren Projektmanagement unter Berücksichtigung landesspezifischer kultureller Anforderungen. Um eine einheitlich hohe Qualität zu gewährleisten und gemeinsame Standards zu wahren, gibt die IPMA seit 1999 die IPMA Individual Competence Baseline (ICB) heraus. Sie stellt die Grundlage der nationalen Projektmanagement Baselines dar, die wiederum die Basis für die nationalen Zertifizierungsprogramme ist.
Präsidenten:
| - 1972–1976: Olof Hörberg (Schweden) - 1976–1982: Roland Gutsch (Deutschland) - 1982–1985: Steen Lichtenberg (Dänemark) - 1985–1988: Eric Gabriel (UK) - 1988–1991: Roland Gutsch (Deutschland) - 1991–1994: Morten Fangel (Dänemark) - 1994–1996: Klaus Pannenbäcker (Deutschland) | - 1996–1998: Giles Caupin (Frankreich) - 1998–2000: Rodney Turner (UK) - 2000–2002: Daniel Scheifele (Schweiz) - 2002–2004: Miles Shepard (UK) - 2004–2006: Adesh Jain (Indien) - 2006–2008: Veikko Välilä (Finnland) - 2008–2010: Brigitte Schaden (Österreich) | - 2010–2012: Roberto Mori (Italien) - 2012–2014: Mladen Radujkovic (Kroatien) - 2015–2017: Reinhard Wagner (Deutschland) - 2018–2020: Jesús Martínez Almela (Spanien) - 2021–2023: Joop Schefferlie (Niederlande) - 2024-: Mladen Vukomanović (Kroatien) |

## IPMA Individual Competence Baseline
Die IPMA Individual Competence Baseline (ICB) ist der weltweite Standard für individuelle Kompetenzen in den Domänen Projektmanagement, Programmmanagement und Projektportfoliomanagement und beschreibt ein umfassendes Kompetenzinventar. Grundlage der ersten internen Version der ICB waren die nationalen Competence Baselines aus Großbritannien, Schweiz, Deutschland und Frankreich. Die im Februar 1999 erstmals veröffentlichte Version ICB 2.0 umfasste 28 Kernelemente und 14 zusätzliche Elemente für Wissen und Erfahrung im Projektmanagement, die in den nationalen Competence Baselines wiederzufinden waren.
Im Juni 2006 wurde die ICB 3.0 veröffentlicht, die die folgenden drei Kompetenzbereiche mit 46 Kompetenzelementen (in einem sog. Kompetenzauge zusammengefasst) umfasst:
| PM-Verhaltenskompetenzen | PM-Kontext Kompetenzen | PM-technische Kompetenzen |
| --- | --- | --- |
| - Führung - Engagement und Motivation - Selbstkontrolle - Durchsetzungskraft - Entspannung und Stressbewältigung - Offenheit - Kreativität - Ergebnisorientierung - Effizienz - Beratung - Verhandlungen - Konflikte und Krisen - Verlässlichkeit - Wertschätzung - Ethik | - Projektorientierung - Programmorientierung - Portfolioorientierung - Einführung von Projekt-, Programm- und Projektportfoliomanagement - Stammorganisation - Business - Systeme, Produkte und Technologie - Personalmanagement - Gesundheit, Sicherheit und Umwelt - Finanzmanagement - Recht | - Projektmanagementerfolg - Interessierte Parteien und Umwelten - Projektanforderungen und Projektziele - Risiken und Chancen - Qualität - Projektorganisation - Teamarbeit - Problemlösung - Projektstrukturen - Leistungsumfang und Lieferobjekte - Projektphasen, Ablauf und Termine - Ressourcen - Kosten und Finanzen - Beschaffung und Verträge - Änderungen - Überwachung, Steuerung und Berichtswesen - Information und Dokumentation - Kommunikation - Projektstart - Projektabschluss |

Die aktuelle ICB 4.0 wurde im September 2015 verabschiedet und umfasst 29 generische Kompetenzelemente in den drei Kompetenzbereichen Kontext-Kompetenzen, Persönliche und Soziale Kompetenzen sowie Technische Kompetenzen:
| Kontext-Kompetenzen (Perspective)                                                                                                  | Persönliche und Soziale Kompetenzen (People) | Technische Kompetenzen (Practice) |
| --- | --- | --- |
| - Strategie - Governance, Strukturen und Prozesse - Compliance, Standards und Regularien - Macht und Interessen - Kultur und Werte | - Selbstreflexion und Selbstmanagement - Persönliche Integrität und Verlässlichkeit - Persönliche Kommunikation - Beziehungen und Engagement - Führung - Teamarbeit - Konflikte und Krisen - Vielseitigkeit - Verhandlungen - Ergebnisorientierung | - Projekt-, Programm- bzw. Portfoliodesign - Anforderungen und Ziele - Leistungsumfang und Lieferobjekte - Ablauf und Termine - Organisation, Information und Dokumentation - Qualität - Kosten und Finanzierung - Ressourcen - Beschaffung - Planung und Steuerung - Chancen und Risiken - Stakeholder - Change und Transformation - Projektselektion und Portfoliobalance (im Programm- und Portfoliomanagement) |

## Zertifizierung
Die ICB in der jeweils gültigen Version stellt die inhaltliche Grundlage für die Zertifizierung in allen 70 Ländervertretungen dar. Die IPMA bietet seit 1995 Projektmanagement-Zertifizierungen an, seit 1998 bestehend aus einem vierstufigen Zertifizierungssystem (4-L-C) mit folgenden Zertifikatslevel:
- IPMA Level A: Certified Projects Director
- IPMA Level B: Certified Senior Project Manager
- IPMA Level C: Certified Project Manager
- IPMA Level D: Certified Project Management Associate

Die Zertifikatsprüfungen werden dabei von den jeweiligen Ländervertretungen abgenommen. Die Zertifikate haben eine Gültigkeitsdauer von fünf Jahren und können re-zertifiziert werden. Bis 2020 hatte die IPMA weltweit über 350.000 Zertifizierungen ausgestellt:

## Ländervertretungen
Weltweit gibt es derzeit 70 verschiedene Ländervertretungen. Den Zertifizierungszahlen der Ländervertretungen lässt sich entnehmen, dass IPMA-Zertifikate insbesondere in der D-A-CH-Region verbreitet sind, im weltweiten Vergleich aber nicht den Bekanntheitsgrad wie PRINCE2 und PMBOK Guide besitzen.
| Land                   | Name der Ländervertretung                         | Gründungsjahr | Zertifizierte nach dem 4-L-C-System |
| ---------------------- | ------------------------------------------------- | ------------- | ----------------------------------- |
| Deutschland            | Deutsche Gesellschaft für Projektmanagement (GPM) | 1979          | über 75.000 (Stand: 01/2024)        |
| Österreich             | Projekt Management Austria (pma)                  | 1973          | rund 22.300 (Stand: 2022)           |
| Schweiz                | Swiss Project Management Association (spm)        | 1983          | 28.070 (Stand: 01/2024)             |
| Vereinigtes Königreich | Association for Project Management (APM)          | 1972          |                                     |
| usw.                   |                                                   |               |                                     |

## Project Excellence Award
Die IPMA vergibt seit 2002 an Projektteams, die Spitzenleistung im Projektmanagement nachweisen, den IPMA International Project Excellence Award. Dieser wurde aus dem Deutschen Project Excellence Award (Früher: „Deutscher Projektmanagement Award“) entwickelt, den die GPM seit 1996 in Deutschland vergibt. Projektteams können sich um den Deutschen oder Internationalen Project Excellence Award bewerben. Für die besten Teams gibt es die drei Stufen:
1. Project Excellence Award Finalist
2. Project Excellence Award Preisträger
3. Project Excellence Award Gewinner

Die Bewerber werden durch ein mehrstufiges Verfahren (Assessment) von jeweils einem fünfköpfigen Assessorenteam bewertet. Die Entscheidung über die Vergabe einer der genannten Awardstufen trifft eine hochkarätig besetzte Jury.

## Bewertung
- Die IPMA ICB stellt die Handlungskompetenzen der beteiligten Mitarbeiter in den Vordergrund, beschreibt aber keine Prozesse, Schritte, Vorgehensweisen, Methoden oder Tools. Neben der IPMA gibt es weitere Projektmanagement-Organisationen, die sich in Best-Practice-Ansätzen und Prozessmodellen stärker mit den Prozessen und Abläufen im Projektmanagement auseinandersetzen und Anleitungen geben wie Projekte erfolgreich durchgeführt werden können.[16] Die weltweit bekanntesten Projektmanagementmethoden sind PRINCE2 von AXELOS und PMBOK Guide vom Project Management Institute. Im Vergleich zu diesen beiden skalierbaren Prozessstandards definiert die IPMA ICB Gebrauchsfähigkeiten für die Durchführung von Projekten und empfiehlt oder beinhaltet keine bestimmten Prozesse oder eine Projektmethodik (durchgeplant oder agil).
- Kompetenzen werden nicht hinsichtlich spezifischer Rollen und Verantwortlichkeiten innerhalb eines Projektmanagement-Teams besprochen, sondern vielmehr hinsichtlich der Domänen Projektmanagement, Programmmanagement und Projektportfoliomanagement. Die Kompetenzen hinsichtlich der drei Domänen werden in der ICB 4.0 in drei verschiedenen – größtenteils inhaltlich deckungsgleichen – Publikationen beschrieben was einen Vergleich der Kompetenzunterschiede zwischen den Domänen erschwert.
- Da die IPMA ICB nur eine Richtlinie ist, wird das in den einzelnen Ländervertretungen vertretene Projektmanagement – in Anlehnung an den Aufbau der ICB – mit jeweils eigenen umfassenderen Fachbüchern ergänzt (z. B. in Deutschland mit dem PM4).[17] Auch unterscheidet sich das Zertifikatslayout je nach Ländervertretung, was zu Problemen bei der Anerkennung im Ausland führen kann.